# Europees Jeugdparlement
Het Europees Jeugdparlement (EJP; in Nederland ook bekend onder de Engelse naam, European Youth Parliament, EYP) is een niet-gouvernementele en apolitieke organisatie, die Europese jeugd een mening wil laten vormen over Europese kwesties. 
Jaarlijks doen meer dan 20.000 Europese jongeren mee aan conferentie van het parlement. Het is opgericht in 1987 in Fontainebleau, Frankrijk.

## Geschiedenis
Het EJP begon als schoolproject van het Lycée François-Ier in Fontainebleau, ten zuiden van Parijs. Op die plek zijn vanaf 1988 ook drie van de vier Internationale Sessies gehouden, ongeveer een jaar nadat het idee ontstaan was. Het heeft zich hierna gestadig ontwikkeld tot het parlement in 1991 naar het Engelse Witney verhuisde. Er werd toen ook een wettelijk erkende organisatie opgericht. De daaropvolgende jaren maakte de organisatie een voortdurende groei door en het netwerk van deelnemende landen breidde zich uit. In de periode van 2001 tot 2004 raakte de organisatie in financiële problemen. Hier kwam een eind aan op 4 november 2004, toen het Europees Jongerenparlement een project kon worden van de Heinz-Schwarzkopf Stichting. Sindsdien is het internationaal secretariaat van het parlement gevestigd in Berlijn, Duitsland. In deze periode zijn de activiteiten van het parlement onverminderd doorgegaan. Sinds 2004 heeft het parlement meerdere hervormingen doorgevoerd teneinde de transparantie van zijn instellingen te vergroten en zijn zowel het aantal als de grootte van de activiteiten verder toegenomen.

## Bestuur
Op nationaal niveau wordt een afdeling van de organisatie geleid door een zogeheten nationaal comité. Deze comités bestaan uit alumni van afgelopen conferenties en verzorgen de activiteiten van het EJP in het desbetreffende land of gebied.
Op het internationale niveau wordt het EJP bestuurd door een internationaal bestuur met het hoofdkantoor in Berlijn. Het bestuur heeft zes leden die worden gekozen door de nationale besturen van de deelnemende landen en de alumni samen. Een vertegenwoordiger van de Heinz-Schwarzkopf Stichting Jong Europa is ook lid. Tweemaal per jaar wordt er een vergadering gehouden met alle nationale comités samen met dit internationale bestuur. Twee afgevaardigden van alle nationale comités komen samen om te discussiëren over beleid dat ingevoerd wordt in het hele netwerk.

## Conferenties
Jaarlijks komen uit het netwerk van het EJP drie grote negendaagse Internationale Sessies voort. De locatie van deze sessie wordt vastgesteld door nationale comités die een stad kandidaat stellen. De Nederlandse tak van het EJP heeft tot op heden tweemaal de eer gekregen een conferentie op deze schaal te organiseren (in 2012 en 2018). De Belgische tak organiseerde reeds vijf Internationale Sessies, en dit in 1992, 1994, 1998, 2002 en 2009 te Gent (2 maal), Brussel (2 maal) en Leuven (1 maal). In de herfst van 2022 organiseert EYP België voor een zesde maal een Internationale Sessie in Kortrijk.
Naast de Internationale Sessie bestaat er ook het Internationale Forum. Deze internationale evenementen van een middel-grote schaal vereisen geen kandidaatstelling, maar kunnen worden georganiseerd door een nationaal comité zelf.
Elk nationaal comité selecteert een deelnemende delegatie uit het eigen land voor de sessies en fora. De grootte van de delegatie is afhankelijk van de activiteit van het nationaal comité. Per nationaal comité verschilt het hoe deze deelnemende delegatie wordt verkozen. In veel comités, waaronder die in Nederland, worden er door middel van regionale selectierondes en een nationale selectieronde jongeren geselecteerd door een jury die deel zullen nemen aan de internationale sessies en fora van dat jaar.

## In Nederland
De Stichting Europees Jeugdparlement Nederland opereert als nationaal comité voor Nederland. Een delegatie bestaat momenteel uit acht deelnemers. Er worden jaarlijks vier regionale en één nationale conferentie georganiseerd met elke twee tot drie jaar een internationaal evenement.